# アーマード・コア ラストレイヴン
『アーマード・コアラストレイヴン』（ARMORED CORE LAST RAVEN）は、フロム・ソフトウェアから発売されたPlayStation 2用ロボットアクションゲームであり、PS2で発売された最後の『AC』シリーズである。通称は『LR』（Last Raven）。キャッチコピーは｢誰もが、生きるために戦っている。｣。2005年8月4日発売。2006年11月30日に廉価版が発売された。
『AC』シリーズ10作目として位置づけられている作品だが、9作目の『アーマード・コア ナインブレイカー』と本作の間に、『アーマード・コア フォーミュラフロント』がリリースされているため、ロボットアクションゲームとしての『AC』シリーズ第10作となる。
2010年3月4日に、様々な追加要素を加えた『アーマード・コア ラストレイヴン ポータブル』（以下：PSP版）が発売された。キャッチコピーは『最後の傭兵(ラストレイヴン)となるものは誰か?』。初回特典として『AC3P』『ACSLP』と本作の設定イラストを収録した設定資料集が付属し、予約特典として『アーマード・コアV』との連動キャンペーンで使用するプロダクトコードが入手できるキャンペーンコードが封入されている。

## ゲームシステム
本作はミッションの選択内容によってストーリーが変化し、最終的には異なる6つのエンディングにたどり着く「アクティブミッション」と呼ばれる形態を採る。
また、過去作品に登場したパーツが復刻版として多数追加されており、アリーナではこれまでのオープニング映像に出演した機体と戦うことができる。
部位破壊システム
パーツごとにダメージが蓄積し、一定値を越えると損傷、破損が発生し性能が低下や、もしくは欠損による重量の減少、エネルギー供給の増加がある。破損した場合、そのパーツは使用不可となるため、改めて買い直す必要がある。AC3SLでの武器破壊システムを進化させたものであるが、武器破壊システムではON/OFFの切り替えが可能であったのに対して、部位破壊システムではON/OFFの切り替えができない。なお、本システムの搭載に伴い、当たり判定が部位ごとに細分化されている。
VRアリーナ&EXアリーナ
ストーリーの内容上、本作ではアリーナという概念はない。VRアリーナはこれまでとは異なるかたちで採用されている。仕様はこれまでとやや異なり、賭け金を出す必要がある。EXアリーナは1周クリアすると追加される。
メニュー画面の仕様変更
ACFFに準規したクロスメディアバータイプのメニュー構成を採用しており、前作まで目的のパーツの並び場所まで移動するのに現在の位置からその間のパーツモデルをロードしていたが、縮小画像に変更し、パーツ決定時や一定時間パーツを選択し続ける事で改めてパーツモデルをロードし、読み込み速度が改善された。また、前作までは機体をガレージに3機までしか待機させる事ができなかったが、本作では5機まで待機可能となっている。ここでも読み込み速度の改善の一環として機体表示は１機のみで、任意でそれぞれの機体を選択しロードするようになっている。ガレージ自体のレイアウトも変更され、機体の閲覧機能が追加された。ミッション出撃時には脚部の違いにより、それぞれ出撃の仕方が異なる。
ミッションの高難易度化
本作のミッションでは、対AC戦のミッションが非常に多い上、狭いステージや電波障害が発生しているステージや地形が悪いステージも多く、前述の部位破壊システムもあり、歴代シリーズ屈指の高難易度となっている。さらにPSP版では、ボタン数に起因する操作性のレスポンスの悪さが高難易度化に拍車を掛けている。
こうした高難易度仕様に対する救済措置として、本作では「アーマード・コア ネクサス(以下NX)」、「アーマード・コア ナインブレイカー(以下NB)」からのデータコンバートに対応している。また、PSP版も同様にAC3PとSLPからのデータコンバートに対応している。
熱管理システムの緩和とパーツパラメータ修正
本作では、ブースタの出力上昇により、移動速度は前作に比べて上昇し、機体温度の上昇も緩和されている。また、前作まで悪化していたブレードホーミングがわずかながら向上している。
PSP版での追加機能
PSP版はアドホック通信による最大4人での通信対戦が可能である。また対戦モードでは禁止パーツの設定といったレギュレーションシステムが採用されている。前作SLP同様、本作PSP版においてもロード時間を短縮するデータインストール機能が搭載されている。データインストール機能を使用する場合は、別途メモリースティックDuoが必須となる。
AC3PとSLPからのデータコンバートについては、作品における世界観の違いから一部パーツを引き継ぐことが出来ない。パッケージ裏面にて、その旨の注意勧告がされている。
その他
本作では、損傷部位の表現が強調されるようになった。また、初の試みとして、敵勢力に歩兵が登場した。

## ストーリー
前作『NX』のエンディングで起こった特攻兵器の飛来により世界が壊滅的打撃を受けてから数ヵ月後。辛うじて企業として生き残ったミラージュ、クレスト、キサラギの3社は自分達の支配の安定化を目的とした「アライアンス」という同盟を結ぶ。これに対し、一部のレイヴンが武装組織「バーテックス」を組織し、“アライアンスの打倒とレイヴンによる新たな秩序の創出”を旗印に、アライアンスに対する総攻撃を予告した。両陣営の戦闘は激しさを増し、総攻撃の予告時刻まで残り24時間。戦局の行方は旧世代兵器との戦闘を生き延びた、22人のレイヴンに委ねられた。

## キャラクター

### プレイヤーの周辺人物
シーラ・コードウェル
声：深見梨加
プレイヤーのマネージャー、及びオペレーターを務める女性。元はミラージュに所属していたが退社して現在に至る。歴代のオペレーター達と異なり、担当レイヴンの報酬から自分の報酬を得ているため、依頼の結果に一喜一憂するような言動が多く、依頼の達成が確実と見るや報酬の増額交渉を始めたりもする。
エド・ワイズ
プレイヤーのリサーチャー。腕は確かで様々な情報を伝えるが、その評価は辛口で、レイヴンを酷評する事も多い。ミッション終了時のレポート作成もしている。

### バーテックス
ジャック・O
声：津田健次郎
バーテックスのリーダー。元はアークの主宰で上位ランカーでもあった強化人間。作中登場人物は単にジャックと呼ぶことが多い。
搭乗機体は『NX』同様、火力を重視した重量二脚型AC「フォックスアイ」。エクステンション等の機体構成に若干の相違が見られる。
特攻兵器襲来後の一時期は消息不明となっていたが、その後バーテックスを結成し、アライアンスに宣戦布告する。物語の中盤以降、自らの戦力を削ぐような不可解な行動を取り始める。
インターネサインの存在を知る数少ない存在で、アライアンスに対する宣戦布告を始めとする一連の行動は、全てレイヴン同士を戦わせることにより最強のレイヴンを見極める為に行ったものだったことが劇中で判明する。なお22人のレイヴンを極端に減らしたことには、パルヴァライザーとの余計な戦闘を回避する意味もある模様。
烏大老（ウーターロン）
声：上田燿司
『NX』から引き続き登場。バーテックスの最古参レイヴンであり、実質的なナンバー2。主要幹部であると同時に現場における指揮官も務め、ジャック・Oからの信頼も厚い。
搭乗機体は『NX』同様、機動力重視の軽量二脚型AC「エイミングホーク」。若干機体構成に変化がある。
作中でプレイヤーと対決するときはプレイヤーに不利な状況で戦闘が開始される。強化人間能力を活かした空中からの高速かつ高密度な射撃に優れる。
ンジャムジ
声：樫井笙人
『NX』にも登場したレイヴンだが、補充ランカーであり、『NX』の本編には登場しなかった。
搭乗機体は『NX』同様、武器腕マシンガンを装備した中量二脚「ウコンゴ・ワ・ペポ」。強化人間ではないものの実力はあり、高機動戦闘を得意とする。
正々堂々と戦う事を旨とし、ジャック・Oとの間には奇妙な友情があるとも言われる。しかし、ジャックに真の強者として認められず、排除されてしまう。
Ω
声：二又一成
『NX』にも登場したレイヴン。ンジャムジ同様、補充ランカーだった強化人間。
搭乗機体は『NX』同様、接近戦を得意とする重量逆関節型AC「ClownCrown」。機体構成は若干変化している。
純粋に殺戮を楽しむ享楽主義者にして、エド・ワイズからは「バーテックスでもっとも危険な異端児」と呼ばれる。
G.ファウスト
特攻兵器襲来後に現役復帰した老兵。バーテックス内部での扱いは低い。
搭乗機体は旧世代パーツを中心とした中量二脚型AC「パンツァーメサイア」。フレームがすべてクレスト製である。
ライウン
声：武村大
バーテックスの実力派レイヴンで、『NX』にも登場している強化人間。
搭乗機体は『NX』同様、EN兵器に拘った重量逆関型AC「ストラックサンダー」。
ルートによっては最初のミッションで戦うことになる。両腕のエネルギー武器で敵のAPを程度削り、両肩レーザーキャノンで仕留める戦法を使う。

### アライアンス
エヴァンジェ
声：桐本琢也
アライアンス戦術部隊の司令官を務める強化人間。元アーク所属のレイヴンでジャック・Oとは因縁がある。自らを『ドミナント』であると自負している。高い実力を持つ一方、自己顕示欲が強い。
搭乗機体は『NX』同様、バランスを中心した中量二脚型AC「オラクル」。頭部やリニア系兵器、レーザーブレードなどの特徴を残しつつ、パーツやカラーリングが変更されている。ラストミッションのみ肩武装が変わる。
レイヴン名は｢福音｣、AC名は｢神意｣を意味する英語。
ルートの分岐によってプレイヤーのライバルやラストボス、もしくは中盤で戦死するかませ犬という差のある扱いを受けることになる。また、あるルートでは力に執着するあまりパルヴァライザーに搭乗して暴走する。
ラストミッションに登場する3人の中では唯一、途中で死亡するルートが存在する人物でもある。
プリンシバル
声：大浦冬華
戦術部隊唯一の女性レイヴンである強化人間。『NX』にも登場しており、『NX』同様、機動力を重視したフロート脚型AC「サンダイルフェザー」に搭乗する。
エドからは「才能はあるが実力不足」、「余り賢い女ではない」、「同情に値する」と言われ、どのルートでも序盤に戦死してしまう。
レイヴン名は｢最も大切な｣を意味する英語。
モリ・カドル
アライアンスに属するレイヴンの一人で、強化人間。戦術部隊長であるエヴァンジェからの評価が極めて低く、本部に引き取られる形で本部直属となっている。本編ではアライアンスが主人公を騙し、その戦力として投入されるが、危険になると管制室に援護を要請するといった醜態を晒す。
高圧力を特徴とする中量二脚型AC「ピンチベック」に搭乗する。これは『NX』でジノーヴィーが搭乗していた「デュアルフェイス」と、機体構成、カラーリングが全く同じで、エンブレムのみ左右が反転されている。
名前のモリ・カドル、ACネームのピンチベックはそれぞれ「Mollycoddle（女々しい男、弱虫）」、「Pinchbeck（偽の、偽物の）」から来ている。
トロット・S・スパー（声：二又一成）
アライアンス戦術部隊指揮官補佐で、エヴァンジェに忠実である。『NX』にも登場している。
搭乗機体は『NX』同様、武器型の腕部を使用する四脚型AC「バリオス・クサントス」。エネルギー消費の激しい四脚に武器腕レーザーキャノンを搭載している機体で、装甲も薄い。
ジャウザー
アライアンスの正義を妄信し、忠実に戦う若手レイヴン。強化人間。エドからは「実戦経験は少ないものの、才能でそれを補っている」と高い評価を受けており、本編以前にバーテックスのレイヴンを多数撃破している。新参でありながら高い実力は、古参兵である烏大老と比較されることが多い。
搭乗機体は攻撃に特化した中量二脚型AC「ヘヴンズレイ」。接近戦を重視しており、突撃を重視する。
レイヴンとしては珍しく、この作品ではレイヴンの中で唯一丁寧語を使用する人物である。
AC名は｢天上の光｣という意味で、エンブレムも天使が光の雨を降らしているようなデザインをしている。
ゴールディ・ゴードン
戦術部隊所属のレイヴンで、『NX』にも登場した。レイヴンになった理由やアライアンスに与する理由は金を稼ぐためと公言しており、エドからは「清々しい俗物」と呼ばれた。
搭乗機体は防御力に秀でた重量二脚型AC「レイジングトレントIV」（I～IIIは『NX』に登場）。非強化人間でありながら、オービットを多数有する機体構成をしている。

### その他
ジナイーダ
声：浅野まゆみ
｢ゼウスの後裔｣の意を持つ、どの組織にも属さない孤高の女性レイヴン。強化人間。特攻兵器襲来後に力をつけ台頭してきた。
搭乗機体は瞬間火力に長けた中量2脚型AC「ファシネイター」で、これには「誘惑する者」という意味がある。ラストミッションではハンドレールガンを装備する。
「産業区侵入者排除」のミッションにて、護衛する筈だった部隊が彼女の到着前に全滅しており、それを行ったプレイヤーを撃破すべく執念を燃やす。その一方でレイヴンという存在そのものの意義を問うシーンも見られた。企業の争いに全く興味はなく、自分と対等或いは自分より強い者と｢レイヴンとして戦う事｣を信念としている。また、主人公がバーテックス、アライアンスのどちらか一方の勢力に加担していると、嘲るメールを送る。
『NX』トップランカーであるジノーヴィーと瓜二つの機体ピンチベックを駆るモリ・カドルを追っているが、これはかつてレイヴンの理想形として憧れていたジノーヴィの機体、さらにはレイヴンとしての象徴であるエンブレムまで模倣し、あたかも自分が強者になったかのように振舞う彼に対して、同じレイヴンとして激しい憤りを覚えたからとされている。ディレクターの武村大は、自身のtwitter上で非公式にジノーヴィーとは兄妹と考えている、と述べている。
プロローグで姿を見せる描写があり、アーカイブズには彼女のデザイン画らしきものが収録されている。
ウォーンタン・バスカー
声：松本大
策士を気取る独立系レイヴン。本編に深く関わることはない。搭乗機体は遠距離戦を得意とするフロート型AC｢クライストチャーチ｣。
VOLA-VOLANT
レイヴンの一人で、行動を共にするウォーンタン・バスカーの頭の回転の速さを信頼し、行動方針を任せている。
搭乗機体は飛行時間を重視した軽量逆関節型AC｢サドゥンドロップ｣。遠距離武器中心の武装で、真人間唯一の重量過多機体である。
ムーム
武装勢力を率いる女性レイヴン。気が強い自信家であり、自ら最前線に立つことも多い。しかし決してその技量は優れているというわけでもなく、運だけで生き残ってきたという噂も流れている。サポート役のガルムのことを信頼していた。
搭乗機体は射突型ブレードを使用する軽量二脚型AC「METIS」。唯一の射突型ブレード搭載機体である。機動性に優れてはいるが、防御力や攻撃力が全体的に低い。
AC名はギリシア神話に登場するゼウスの妻の一人、メティス。
ケルベロス＝ガルム
ムームのサポート役を務めるレイヴン。過去にあらゆる罪で投獄された経験を持ち、レイヴンとして活動していた期間のほうが短いとも言われている。エド・ワイズに言わせれば「狂犬」の名は過去のものであり、すでに牙は抜かれているとのこと。
搭乗機体はバランスのとれた重量二脚型AC「ニフルヘイム」。
レイヴン名のケルベロスはギリシア神話の三頭犬。ガルムは北欧神話での冥界の番犬。AC名のニフルヘイムは、北欧神話に登場する冥界の名前。
ズベン．L．ゲヌビ
武装勢力を率いるレイヴン。目的のためには手段を選ばず、リム・ファイアーを雇い、主人公に偽の依頼を出して罠に嵌めようとするが、追い詰められた末に逆にリムに見殺しにされる。
搭乗機体はブースト持続力の高い軽量逆関型AC｢サウスネイル｣。軽量型ということもあり耐久力は低い上に、使用FCSが武器と合っていない。
リム・ファイアー
声：武村大
『NX』にも登場したレイヴン。強化人間。
『NX』において父親ピン・ファイアーを主人公に殺されたため、自身もレイヴンでありながらレイヴンそのものの存在を憎み、すぐにほかのレイヴンを殺そうとうする。
搭乗機体は『NX』同様、圧倒的な瞬間火力を誇る四脚型AC「バレットライフ」。エドから賞賛されるほど戦闘能力は高くい。
主人公によってでしか殺されないレイヴンは彼のみで、ラストレイヴンとなるルートとそうでないルートの分岐点として対峙する相手でもある。そもそも彼が登場する依頼を受注しなかった場合、主人公にメールを送った後、特に行動も無く最後まで生き残る。
グリーン・ホーン
声：野島裕史
小規模ながら独自の武装勢力を率いるレイヴン。アライアンスとバーテックスの争いを利用し、自勢力の拡大を図っているが、決して実力のあるレイヴンではない。
搭乗機体はEN武器中心のホバータンク型AC「ホットスパー」。全体的にEN兵器に重点を置いており、レールガンも装備している。
ファントム
声：樫井笙人
かつてアークから離反したレイヴン。特に主義主張を持たず、即物的利益のために戦う。
搭乗機体は実弾火力の充実したホバータンク型AC「ストレイタス」。「ファミ通」の『NX』攻略本では名前だけが掲載されていた。

### VRアリーナ
VRアリーナに登場する仮想のレイヴン。
ダイ＝アモン
本作のアリーナのトップランカー。強化人間。リニアキャノンやマシンガン等総合性能を重視した中量二脚型AC「ルキフェル」を駆る。
AC名は悪魔の名前ルシフェルのラテン語読みでパイロット名は悪魔を意味するデーモンのラテン語読み。名の通り、エンブレムも悪魔の顔がモチーフ。
Code Crimson
ランカー5th。機動力を重視した中量二脚型AC「ベイビーズブレス」を駆る。強化人間。前作『NB』に登場したナインボールとブースタ以外同じ構成。ロジックに欠陥があるようで、グレネードを全く撃ってこない。
機体名はカスミソウから。
BJ
ランカー7th。ゲームのパッケージ、サウンドトラック等各種媒体に登場しった中量二脚AC｢カスケード･レインジ｣を駆る。強化人間。彼の頭部は最終ミッションのクリアによって入手できる。
BJはトランプゲーム｢ブラックジャック｣の略称。
Sir.FIRE
ランカー11th。機動力と火力を両立した中量二脚型AC「ダーティスレイマー」を駆る。強化人間。『3』のOPに登場した、クレスト白兵戦型とブースタ以外同じ機体構成である。
Sir.FIREとは、サファイアの意味。
-1
ランカー13th。瞬間的な高機動を実現した軽量二脚型AC「クォーツクロック」を操る。強化人間。肩にグレネードを装備しているが、強化人間補正なので移動したままグレネードを撃ってくる。「AA」に登場した、エムロード高機動型｢ワンダーレイド」の再現機。
Frip-Frop
ランカー15th。「2」のOPに登場したACの再現機「O-MICRON」を駆る。強化人間。VRアリーナでの紹介絵と少し異なる。
パイロット名の由来は、フリップフロップから。
Mr.KEEPLESS
ランカー17th。｢1｣、｢PP｣、｢MOA」に登場したOP機「アンファング」を再現したAC「ジェッダー」を駆る17thランカー。強化人間。重量のある脚部により機動力は高くない。
ゾロＸ
ランカー19th「MOA」のOP機体、アナイアレイターの再現機「ラヴィッツアーム」を駆る。強化人間。
No.2448
ランカー21st。前作「NX」のオラクルと同じ機体構成のした中量二脚型AC｢クロウプレデター｣を駆る。強化人間。LRの過去作OP再現機すべてに言えるが、カラーリングが若干暗めに変更されている。
クロウとは、「カラス」の英語で、プレデターとは「捕食者」の意。意訳すると｢鴉殺し｣となる。
楊
ランカー24th。「SL」のOP機、クレスト強襲戦闘型と同じ構成のAC「ラ・ルー」を駆る。エクステンションのステルスはNX以降廃止のため未装備。重量過多だが、強化人間のため補助ブースタの恩恵を最大限受けており、高い機動力を誇る。
クォモクォモ
ランカー29th。「PP」、「MOA」のOPに登場した、AC「ヴィーダー」を再現した、「ALIE」を駆る。重量二脚だが、軽装のため機動力がある。
スカ・ジャマイカン
ランカー30th。2丁拳銃が特徴的な中量二脚型AC「トリガーハッピー99」を駆る、本作アリーナの最下位ランカー。説明通り、両手にハンドガンを装備し、乱射するため、すぐに弾が底をつきるというアンバランスな機体構成で、機体性能も戦闘能力も低い。

### ゲストランカー
PSP版にて｢EX　ARENA｣で各種ルートを攻略する事によって登場するレイヴン。本編にて撃破したレイヴンの欄にいるが、本編登場はしない。ほとんどが小説からのゲストランカーである。
M・ヤング
中量二脚型AC「ネガティブウーパー」。武装は両肩垂直ミサイルとハンドガン、ブレード、EO（イクシードオービット）。
ラジオ番組「集まれ!!昌鹿野編集部」で制作されたACであり、ウーパールーパーをモチーフとしている。
また、機体名の「ネガティブ」は、同番組のパーソナリティの一人・鹿野優以にちなんでいる。機体カラーリングも彼女。パイロット名であるヤングとは小野坂昌也その人。
R
セル・フィッシュに続いて、ホビージャパンからの刺客。短期決戦重視の軽量二脚型AC「フール」を操る。マシンガンとブレードで特攻する。電撃ホビーマガジン5月号にてプラモとして再現された。
フールとは、愚者を意味する英語。撃破すると新型頭部パーツが入手できる。
イサミ・ジャッシュ
電撃ホビーマガジンにて連載されていたAC・レトリビューションからの刺客。設定上はネクスト技術の試験用ノーマルACとなっている。彼に勝つと新型実シールドが手に入る。愛機は「AZ01」。前作のオラクルと同じフレームを装備している。
ニナ
AC・レトリビューションからの刺客。空中戦を得意とする軽量二脚型AC「AZ03」を操る。レールガンを装備している。
ミヒャエル・f
イサミ・ジャッシュと同じく、AC・レトリビューションからの刺客。『アーマード・コア4』に同名のリンクスがいる。愛機は重量二脚「AZ02」。

## 登場組織
アライアンス
特攻兵器の襲来によって、疲弊した企業群が合併して作り上げた新たなる統治機構。傘下のレイヴンや旧企業軍で構成される戦術部隊を戦力として擁するが、離反者が出るなど本部の意向に沿わぬ独断専行が目立つ。また独自の動きをとる旧企業の一派も存在する等、歴戦の傭兵達で構成されたバーテックスに遅れを取る部分がある。
バーテックス
かつてレイヴンズアークの主宰の一人でもあったジャック・Oが創設した武装組織。彼の卓抜した政治力とカリスマ性によって、瞬く間にアライアンスと世界を二分する程に成長した。特攻兵器の襲来を生き延びた強豪レイヴンや、企業支配に反対する武装勢力で構成される。企業支配からの脱却と、レイヴンによる新たなる秩序の構築を標榜するが、ジャック・Oの真意はまったく別のところにあった。
独立傭兵部隊
バーテックスにもアライアンスにも加担しないレイヴンによって組織された傭兵部隊。リーダーであるレイヴンが死亡しても組織自体は行動している。グリーンホーンが指揮する部隊、ムームとケルベロス･ガルムが指揮する部隊と、二つの部隊が存在する。
キサラギ派
アライアンスの一派、旧企業である｢キサラギ｣の事。環境研究所を拠点としており、AMIDA等をアライアンスに秘密で開発していた。最終的にアライアンスから排除されるが、間一髪で逃げ延びている。

## 用語
パルヴァライザー
インターネサインを守護する旧世代の兵器で、名前の由来は“粉砕するもの”である。戦闘で得られたデータを蓄積し無限に再生産、進化が繰り返される特性を持つ。
赤味がかった茶色の装甲を持ち、各部に青いエネルギーが走るクリアー状の箇所を有しているのが特徴。
ブースターなどの機構はACのそれとは異なり、背部から大きく張り出したX字状のシルエットを持つ。
作中では主に脚部の形状が登場するたびに変化し、タンク型、4脚型、2脚型、フロート型、飛行型などのバリエーションが登場している。作中で確認された最終進化形態は飛行型。
全機体の共通特徴として、両腕がブレードで、実弾武器を装備せず全てEN兵器のみで構成されている事が挙げられる。
なお胸部には不可解な形状のエンブレムが刻印されているが、これはインターネサイン中枢の直上に存在する、塔のような建造物がある空間の俯瞰見取図と形状が共通している。
特攻兵器
世界を壊滅寸前に追いやった旧世代の兵器。雲霞の如く大量に飛来し無差別な自爆攻撃を繰り返す。
『NX』に登場した際はUNKNOWN扱いであり、ユーザーの間では「蝗」という通称があった。この名称は｢蝗害｣からきているものである。
AMIDA
キサラギが開発した生体兵器『NX』から引き続き登場している。今作では飛行型の登場や雌雄の区別がされており、その驚異的な繁殖力で群れ、主人公達に容赦なく襲い掛かる。
複数の大きな複眼を持つノミのような外見をしており、交尾の際はメスがオスを捕食するという習性を持つ。
一度アライアンスの兵器として使用されかけたことがあったが、キサラギ派がこれに反対。証拠隠滅のために殲滅したはずが野生化し、バーテックスとアライアンス双方に被害を与えるようになった。
レビヤタン
『ACNX』から引き続き登場する大型兵器。今作ではアライアンスの切り札として登場するが、ルートによっては不十分なまま出撃する場合もある。
『ACNX』と比べ、武装や機動力が強化されている。試作型と量産型と二つ登場するが、量産型は武装、装甲等全体的に試作型に劣る。
インターネサイン
サークシティの地下空間に存在する旧世代の巨大施設。その製造目的など、一切の詳細が不明。
パルヴァライザーから得た戦闘データを元に、新たな戦闘スタイルを構築させ、特攻兵器を無尽蔵に製造する機能を持つ。施設心臓部の防衛機能として、電力供給装置からエネルギー弾を撃つ事ができる。
ドミナント
かつて一人の科学者によって提唱された“先天的な戦闘適応者”。眉唾な理論として忘れ去られていたが、ジャック・Oは自身の目的を果たす鍵としてこれを探しており、エヴァンジェはドミナントを自称している。

## 開発
本作のプランナーは宮崎英高である。
ディレクターは武村大が務めた。また、武村は登場人物のうち、ライウンとリム・ファイアーの声を担当した。